# Девід Каролі
Девід Джон Каролі (англ. David Karoly; нар. 1955, Австралія) — австралійський вчений атмосферник, член Австралійської академії наук (FAA), наразі працює в CSIRO .

## Освіта та академічна кар'єра
На початку 1970-х Девід Каролі поступив на факультет прикладної математики в Університет Монаша, Мельбурн. Пізніше зацікавився метеорологією. У 1980 році йому було надано ступінь доктора метеорології в Університеті Редінга, Англія.
Після повернення в Австралію з 1995 по 2000 рік Каролі став директором Спільного дослідницького центру Південної Метеорології півкулі в Університеті Монаша. З 2003 по 2007 рік він був професором метеорології в школі метеорології Університета Оклахоми. В травні 2007 року він приєднався до школи наук про Землю Мельбурнського Університету як професор Федерації. У 2007 році він став керівником Центром земних систем та зміни клімату в Національній програмі з науки про навколишнє середовище уряду Австралії.

## Внесок
Він є експертом у зміні клімату стратосферному виснаженні озонового шару та коливаннях клімату через Ель-Ніньйо-Південне коливання (ENSO).Каролі був провідним автором робочої групи другої Міжурядової групи експертів зі зміни клімату (МГЕЗК) (за соціальними впливами). Більше того, він є членом факультету Школи наук про Землю Мельбурнського університету. Його робота, поряд з роботами багатьох авторів інших провідних авторів та редакторів-рецензентів, сприяла присудженню Нобелівської премії миру 2007 року, яка була надана спільно МГЕЗК та Елом Гором. Він є членом правління Управління зі зміни клімату.

## Відстоювання своїх прав
На австралійській сцені Каролі приписують суперечку з Аланом Джонсу .
Каролі, заробив репутацію вченого-кліматолога, який має здатність пояснювати складність свого дослідження широкому загалу. У високопоставленій телевізійній програмі Австралійської радіомовної комісії QndA, в якій глядачі можуть ставити прямі питання експертам, Каролі заявив про свій авторитет, заявивши щодо свого заклятого ворога: «Я вчений-кліматолог, а Алан Джонс помиляється».
Каролі зазначив, що сто років тому вміст вуглекислого газу в атмосфері становив 280 частин на мільйон, а зараз — 400 частин на мільйон, тобто збільшення на 40 %, яке, як він стверджував, безсумнівно викликано діяльністю людини. Він також застерігав австралійців за виробництво 1,5 % парникових газів у світі, коли вони становили лише 0,3 % населення світу. З питання про народонаселення Каролі виступив із попередженням, тобто «кліматологи в Європі заявили, що у довгостроковій перспективі стійке населення Землі становить близько 1 мільярда людей у 2100 році, а не прогнозовані оцінки чисельності населення ООН, що становлять від 10 до 12 мільярдів людей. Це погані новини».